# Дін Кілі
Дін Лоренс Кілі (англ. Dean Laurence Kiely, нар. 10 жовтня 1970, Солфорд, Ірландія) — ірландський футболіст, що грав на позиції воротаря.
Виступав за національну збірну Ірландії.

## Клубна кар'єра
Вихованець футбольної школи клубу «Вест-Бромвіч Альбіон».
У дорослому футболі дебютував 1987 року виступами за команду клубу «Ковентрі Сіті», в якій провів два сезони.
Згодом з 1989 по 1990 рік грав у складі команд клубів «Іпсвіч Таун» та «Йорк Сіті».
Своєю грою за останню команду знову привернув увагу представників тренерського штабу клубу «Йорк Сіті», до складу якого повернувся 1990 року. Цього разу відіграв за команду з Йорка наступні шість сезонів своєї ігрової кар'єри. Більшість часу, проведеного у складі «Йорк Сіті», був основним голкіпером команди.
Протягом 1996—1999 років захищав кольори команди клубу «Бері». 1999 року уклав контракт з клубом «Чарльтон Атлетик», у складі якого провів наступні сім років своєї кар'єри гравця. Граючи у складі «Чарльтон Атлетик» також здебільшого виходив на поле в основному складі команди.
Протягом 2006—2007 років захищав кольори клубів «Портсмут» та «Лутон Таун». 2007 року перейшов до клубу «Вест-Бромвіч Альбіон», за який відіграв чотири сезони. Завершив професіональну кар'єру футболіста виступами за команду «Вест-Бромвіч Альбіон» у 2011 році.

## Виступи за збірну
1999 року дебютував в офіційних матчах у складі національної збірної Ірландії. Протягом кар'єри у національній команді, яка тривала 10 років, здебільшого був резервним голкіпером, тож провів у формі головної команди країни лише 11 матчів.
У складі збірної був учасником чемпіонату світу 2002 року в Японії та Південній Кореї.